# Nevada State Route 375
De Nevada State Route 375, afgekort SR 375 en ook Extraterrestrial Highway genoemd, is een state highway van de Amerikaanse deelstaat Nevada. De weg is 158 kilometer lang en verbindt SR 318 in Crystal Springs (bij U.S. Route 93) met U.S. Route 6 bij Warm Springs. SR 375 loopt door de woestijn en ongeveer parallel met de noordelijke grens van het Nellis Air Force Base Complex. Het is aan dat federale gebied - en aan het supergeheime "Area 51" - dat SR 375 haar officiële bijnaam verleent; de aanwezigheid van de mysterieuze basis heeft ervoor gezorgd dat tientallen passanten er naar eigen zeggen ufo's hebben waargenomen. Hoewel die beruchtheid voor enig toerisme zorgt, blijft SR 375 een heel weinig bereden weg.

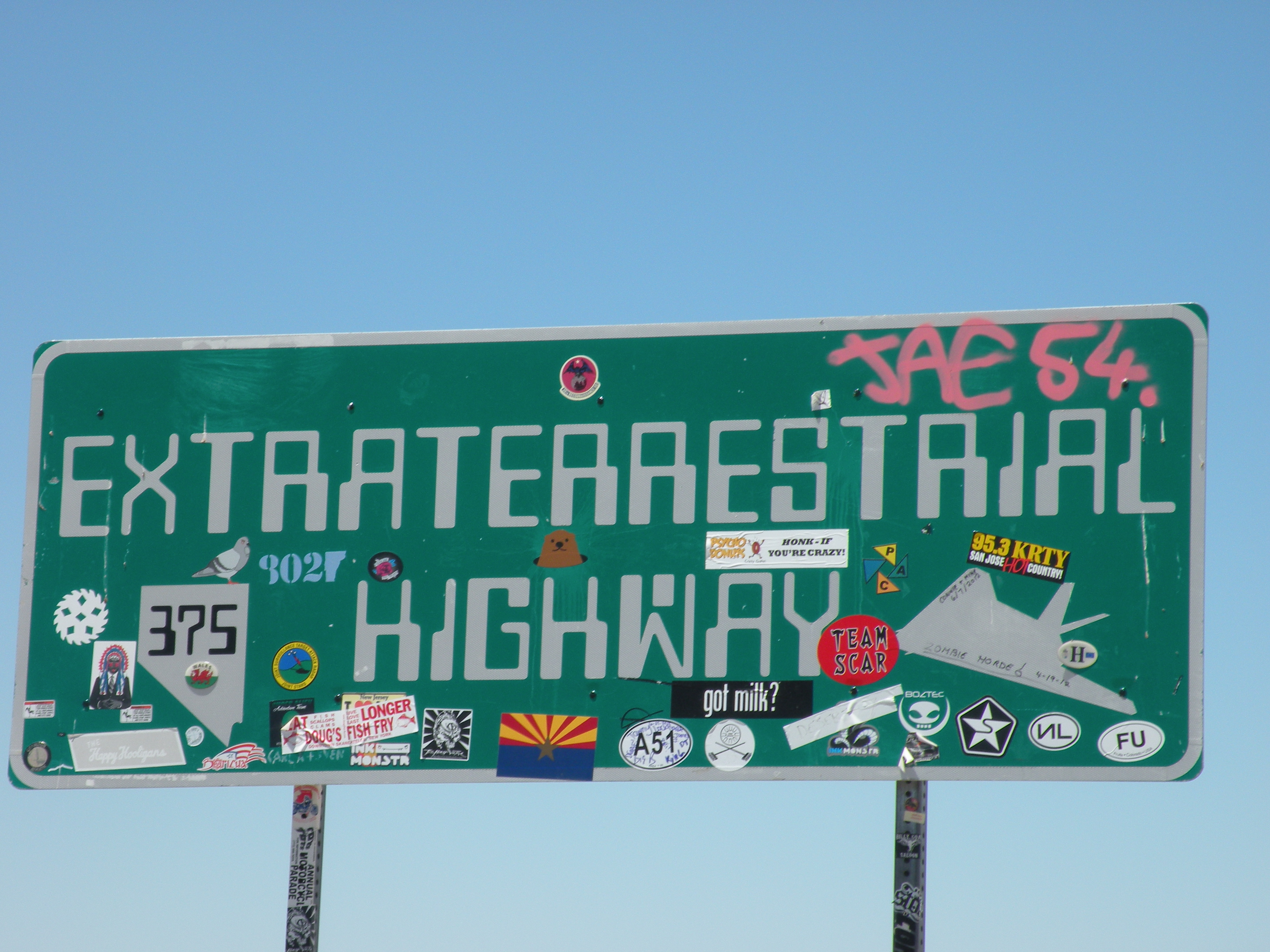
Route 375 verkeersbord

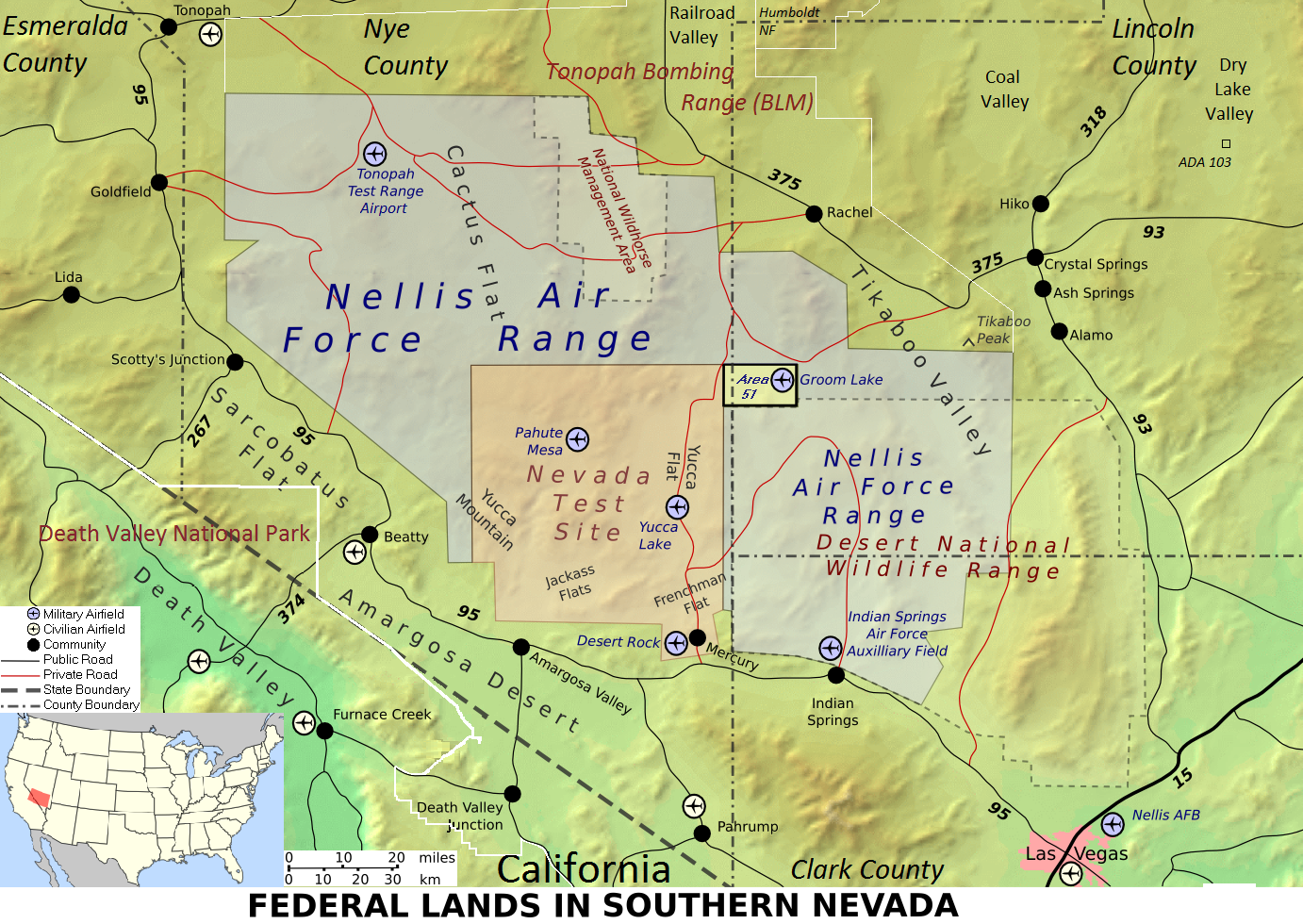
Het Nellis Air Force Base Complex, met de Nellis Air Force Range, de Nevada Test Site (Nevada National Security Site) en het daartussen gelegen Area 51, dit alles ten noordwesten van de Nellis Air Force Base. SR 375 is aan de noordoostzijde.